# Leonhard Held
Leonhard Held (* 16. Mai 1893 in Nürnberg; † 22. Februar 1967 ebenda) war ein deutscher Ingenieur.
Held war ab 1934 Alleininhaber der väterlichen Bauunternehmung Michael Held in Nürnberg. Von 1920 bis 1934 war er 1. Vorsitzender des Bayerischen Ingenieur-Verbands und von 1951 bis 1956 Vizepräsident des Bayerischen Landesverbands der Bau-Innungen. Außerdem war er von 1955 bis 1964 Präsident der Handwerkskammer für Mittelfranken.
Vom 1. Januar 1956 bis zum 22. Februar 1967 war er Mitglied des Bayerischen Senats. Mit dem Bayerischen Verdienstorden wurde er am 13. Januar 1964 geehrt.